# Aleuropteryx
Aleuropteryx är ett släkte av insekter som beskrevs av Löw 1885. Aleuropteryx ingår i familjen vaxsländor.

## Dottertaxa tillAleuropteryx, i alfabetisk ordning[1][2]
- Aleuropteryx arabica
- Aleuropteryx arceuthobii
- Aleuropteryx argentata
- Aleuropteryx arizonica
- Aleuropteryx capensis
- Aleuropteryx clavicornis
- Aleuropteryx cupressi
- Aleuropteryx dorsalis
- Aleuropteryx dragoonica
- Aleuropteryx felix
- Aleuropteryx furcocubitalis
- Aleuropteryx hoelzeli
- Aleuropteryx iberica
- Aleuropteryx juniperi
- Aleuropteryx knowltoni
- Aleuropteryx loewii
- Aleuropteryx longipennis
- Aleuropteryx longiscapes
- Aleuropteryx maculata
- Aleuropteryx maculipennis
- Aleuropteryx megacornis
- Aleuropteryx mestrei
- Aleuropteryx minuta
- Aleuropteryx multispinosa
- Aleuropteryx ohmi
- Aleuropteryx pseudocapensis
- Aleuropteryx punctata
- Aleuropteryx remane
- Aleuropteryx ressli
- Aleuropteryx rugosa
- Aleuropteryx simillima
- Aleuropteryx sinica
- Aleuropteryx teleki
- Aleuropteryx transvaalensis
- Aleuropteryx umbrata
- Aleuropteryx unicolor
- Aleuropteryx vartianorum
- Aleuropteryx wawrikae
- Aleuropteryx werneri
- Aleuropteryx vulgaris